# John Schwalger
John Schwalger (* 28. September 1983 in Apia, Samoa) ist ein neuseeländischer Rugby-Union-Spieler auf der Position des Pfeilers.
Seine Eltern zogen nach seiner Geburt von Apia nach Neuseeland. Seine Karriere begann Schwalger mit dem New Zealand Secondary Schools Team, bevor er 2004 in die neuseeländische U-21 Mannschaft berufen wurde. In diesem Jahr gewann er auch die U-21-Weltmeisterschaft. 2005 war er ein Mitglied der erweiterten Trainingsgruppe der Hurricanes für die Super 12 (jetzt Super 14). Er debütierte 2005 für Wellington gegen die tourenden British and Irish Lions und spielte für sie in der darauf folgenden National-Provincial-Championship-Saison (NPC, seitdem umbenannt in Air New Zealand Cup).
Schwalger wurde in der Super 14-Saison 2006 in den Kader der Hurricanes berufen und nutzte seine Chance, indem er sich mit seinen guten Leistungen einen Platz als Stammspieler erzwang. Als Folge seiner guten Form wurde er in die Mannschaft der Junior All Blacks berufen und gewann mit ihr die IRB Pacific 5 Nations. Nach einer erneuten erfolgreichen Air-New-Zealand-Cup-Saison – in der er auf beiden Seiten des Gedränges spielte, wurde er 2007 wieder zu den Hurricanes in die Super 14 berufen.
Nach der Super-14-Saison 2007 wurde er in den Kader der neuseeländischen Nationalmannschaft (All Blacks) für die Tri Nations 2007 berufen und war mit Brendon Leonard einer der zwei Debütanten der Mannschaft. Seine Nominierung war die größte Überraschung in der Auswahl, da er den bewährten Pfeilern Clarke Dermody und John Afoa vorgezogen wurde. Er schaffte es jedoch nicht in den Kader für die Rugby-WM 2007, da der zuvor lange verletzte Greg Somerville in die Mannschaft zurückkehrte.